# Dick Snyder
Richard J. "Dick" Snyder Jr. (North Canton, Ohio, 1 de febrero de 1944) es un exjugador de baloncesto estadounidense que jugó durante trece temporadas en la NBA. Con 1,96 metros de estatura, lo hacía en la posición de escolta.

## Trayectoria deportiva

### Universidad
Jugó durante cuatro temporadas con los Wildcats del Davidson College, en las que promedió 21,0 puntos y 8,1 rebotes por partido. Fue incluido en el mejor quinteto de la Southern Conference en 1965 y 1966, siendo galardonado este último año también con el premio al mejor jugador de la conferencia. En 1966 fue además incluido en el segundo quinteto del All-American.

### Profesional
Fue elegido en la decimocuarta posición del Draft de la NBA de 1966 por St. Louis Hawks, donde jugó dos temporadas, hasta que en 1968 fue incluido en el draft de expansión por la aparición de nuevos equipos en la liga, siendo elegido por Phoenix Suns. Allí consiguió minutos de juego, promediando en su primera temporada 12,1 puntos y 4,0 rebotes por partido. Pero nada más comenzada la temporada 1969-70 fue traspasado a Seattle Supersonics a cambio de Art Harris.
Allí fue desde el primer momento titular, lo que se notó en sus estadísticas. La temporada 1970-71 fue la mejor como profesional, promediando 19,4 puntos y 4,3 asistencias por partido. Ese año además quedó en la quinta posición de toda la liga en porcentaje de acierto de tiros libres, con un 83,7% de efectividad. Jugó con los Sonics siempre como titular hasta la temporada 1974-75 cuando fue traspasado a Cleveland Cavaliers a cambio de una futura primera ronda del Draft.
En los Cavs de Bill Fitch mantuvo el puesto de titular, compartiendo la dirección de juego con Bingo Smith, pero en las temporadas siguientes fue perdiendo protagonismo. En 1978 regresa como agente libre a los Sonics, donde jugó como suplente su última temporada como profesional, ganando su único anillo de campeón de la NBA, tras batir a Washington Bullets en las Finales por 4-1, retirándose a los 34 años.

## Estadísticas de su carrera en la NBA

### Temporada regular
| Temporada | Edad | Equipo              | Liga | P   | TIT | MIN  | TC  | TCA  | %TC  | 3P | 3PA | %3P | TL  | TLA | %TL  | R.OF. | R.DEF. | REB | ASIS | ROB | TAP | PER | FP  | PTS  |
| 1966-67   | 22   | St. Louis Hawks     | NBA  | 55  |     | 12.3 | 2.6 | 6.1  | .432 |    |     |     | 0.8 | 1.1 | .754 |       |        | 1.7 | 1.1  |     |     |     | 1.5 | 6.1  |
| 1967-68   | 23   | St. Louis Hawks     | NBA  | 75  |     | 21.6 | 3.4 | 8.2  | .419 |    |     |     | 1.7 | 2.2 | .772 |       |        | 2.6 | 2.2  |     |     |     | 2.9 | 8.6  |
| 1968-69   | 24   | Phoenix Suns        | NBA  | 81  |     | 26.0 | 4.9 | 10.4 | .472 |    |     |     | 2.3 | 3.1 | .725 |       |        | 4.0 | 2.6  |     |     |     | 2.6 | 12.1 |
| 1969-70   | 25   | TOTAL               | NBA  | 82  |     | 29.7 | 5.6 | 10.5 | .528 |    |     |     | 2.1 | 2.5 | .813 |       |        | 3.9 | 4.2  |     |     |     | 3.4 | 13.2 |
| 1969-70   | 25   | Phoenix Suns        | NBA  | 6   |     | 24.5 | 3.7 | 7.5  | .489 |    |     |     | 1.2 | 1.3 | .875 |       |        | 2.5 | 1.5  |     |     |     | 3.3 | 8.5  |
| 1969-70   | 25   | Seattle SuperSonics | NBA  | 76  |     | 30.1 | 5.7 | 10.8 | .531 |    |     |     | 2.1 | 2.6 | .810 |       |        | 4.1 | 4.4  |     |     |     | 3.4 | 13.6 |
| 1970-71   | 26   | Seattle SuperSonics | NBA  | 82  |     | 34.4 | 7.9 | 14.8 | .531 |    |     |     | 3.7 | 4.4 | .837 |       |        | 3.1 | 4.3  |     |     |     | 3.0 | 19.4 |
| 1971-72   | 27   | Seattle SuperSonics | NBA  | 73  |     | 34.7 | 6.8 | 12.8 | .529 |    |     |     | 3.0 | 3.5 | .842 |       |        | 3.1 | 3.9  |     |     |     | 2.7 | 16.6 |
| 1972-73   | 28   | Seattle SuperSonics | NBA  | 82  |     | 37.3 | 5.8 | 12.5 | .463 |    |     |     | 2.3 | 2.6 | .861 |       |        | 3.9 | 3.8  |     |     |     | 2.6 | 13.8 |
| 1973-74   | 29   | Seattle SuperSonics | NBA  | 74  |     | 36.1 | 7.7 | 16.1 | .481 |    |     |     | 2.6 | 3.0 | .866 | 1.2   | 2.9    | 4.1 | 3.6  | 1.2 | 0.4 |     | 3.5 | 18.1 |
| 1974-75   | 30   | Cleveland Cavaliers | NBA  | 82  |     | 31.6 | 6.1 | 12.0 | .504 |    |     |     | 2.0 | 2.4 | .846 | 0.5   | 2.5    | 2.9 | 3.4  | 0.8 | 0.5 |     | 2.8 | 14.2 |
| 1975-76   | 31   | Cleveland Cavaliers | NBA  | 82  |     | 27.7 | 5.4 | 10.7 | .501 |    |     |     | 1.9 | 2.3 | .824 | 0.6   | 1.8    | 2.4 | 2.7  | 0.7 | 0.4 |     | 2.6 | 12.6 |
| 1976-77   | 32   | Cleveland Cavaliers | NBA  | 82  |     | 20.5 | 3.9 | 8.5  | .456 |    |     |     | 1.5 | 1.8 | .852 | 0.6   | 1.2    | 1.8 | 2.0  | 0.5 | 0.4 |     | 2.2 | 9.3  |
| 1977-78   | 33   | Cleveland Cavaliers | NBA  | 58  |     | 11.4 | 1.9 | 4.3  | .444 |    |     |     | 1.0 | 1.1 | .875 | 0.2   | 0.7    | 0.8 | 1.0  | 0.4 | 0.3 | 0.8 | 1.3 | 4.8  |
| 1978-79   | 34   | Seattle SuperSonics | NBA  | 56  |     | 9.6  | 1.4 | 3.3  | .433 |    |     |     | 0.8 | 0.9 | .843 | 0.3   | 0.6    | 0.9 | 1.1  | 0.3 | 0.1 | 0.6 | 0.9 | 3.7  |
| Total     |      |                     | NBA  | 964 |     | 26.6 | 5.1 | 10.4 | .488 |    |     |     | 2.0 | 2.5 | .824 | 0.6   | 1.7    | 2.8 | 2.9  | 0.7 | 0.4 | 0.7 | 2.5 | 12.2 |

### Playoffs
| Temporada | Edad | Equipo              | Liga | P  | MIN | TCA | TC  | 3PA | 3P | TLA | TL | R.OF. | REB | ASIS | ROB | TAP | PER | FP | PTS | %TC  | %3P | %FT  | MIN  | PTS  | REB | AST |
| 1966-67   | 22   | St. Louis Hawks     | NBA  | 1  | 2   | 0   | 0   |     |    | 0   | 0  |       | 0   | 0    |     |     |     | 0  | 0   |      |     |      | 2.0  | 0.0  | 0.0 | 0.0 |
| 1967-68   | 23   | St. Louis Hawks     | NBA  | 4  | 62  | 10  | 22  |     |    | 4   | 5  |       | 5   | 4    |     |     |     | 6  | 24  | .455 |     | .800 | 15.5 | 6.0  | 1.3 | 1.0 |
| 1975-76   | 31   | Cleveland Cavaliers | NBA  | 13 | 364 | 69  | 153 |     |    | 18  | 22 | 10    | 29  | 31   | 11  | 6   |     | 35 | 156 | .451 |     | .818 | 28.0 | 12.0 | 2.2 | 2.4 |
| 1976-77   | 32   | Cleveland Cavaliers | NBA  | 3  | 53  | 8   | 27  |     |    | 2   | 5  | 2     | 5   | 4    | 1   | 2   |     | 6  | 18  | .296 |     | .400 | 17.7 | 6.0  | 1.7 | 1.3 |
| 1977-78   | 33   | Cleveland Cavaliers | NBA  | 1  | 3   | 0   | 0   |     |    | 0   | 0  | 0     | 0   | 0    | 0   | 0   | 1   | 0  | 0   |      |     |      | 3.0  | 0.0  | 0.0 | 0.0 |
| 1978-79   | 34   | Seattle Supersonics | NBA  | 9  | 88  | 10  | 31  |     |    | 6   | 9  | 2     | 11  | 10   | 4   | 3   | 7   | 8  | 26  | .323 |     | .667 | 9.8  | 2.9  | 1.2 | 1.1 |
| Total     |      |                     | NBA  | 31 | 572 | 97  | 233 |     |    | 30  | 41 | 14    | 50  | 49   | 16  | 11  | 8   | 55 | 224 | .416 |     | .732 | 18.5 | 7.2  | 1.6 | 1.6 |